# Batologie
 (mars 2016).
Si vous disposez d'ouvrages ou d'articles de référence ou si vous connaissez des sites web de qualité traitant du thème abordé ici, merci de compléter l'article en donnant les références utiles à sa vérifiabilité et en les liant à la section « Notes et références ».
La batologie (du grec βάτος / bátos, la Ronce) est l'étude taxonomique des taxons rattachés au genre Rubus (Ronce).
Le batologue est un botaniste qui étudie les ronces.
L'existence de cette discipline s'explique par la polymorphie des ronces constituées de nombreux hybrides instables et de taxons apomictiques.